# Кен-Булун
Кен-Булун (кирг. Кең-Булуң) — село в Ысык-Атинском районе Чуйской области Кыргызстана. Административный центр Кен-Булунского айылного аймака.

## География
Село расположено на севере центральной части области, к югу от реки Чу, вблизи государственной границы с Казахстаном, на расстоянии приблизительно 20 километров (по прямой) к востоку от города Кант, административного центра района. Абсолютная высота — 728 метров над уровнем моря.

## Население
Согласно оценочным данным Национального статистического комитета Кыргызской Республики, численность населения села на начало 2023 года составляла 3885 человек.
| год     | 2009 | 2014 | 2015 | 2020 | 2021 | 2023 |
| ------- | ---- | ---- | ---- | ---- | ---- | ---- |
| человек | 2927 | 3411 | 3458 | 3687 | 3741 | 3885 |